# Wenceslas Mahoussi
Wenceslas Mahoussi est un universitaire béninois. Enseignant-chercheur en sciences de l'information et de la communication (SIC) à l'université d'Abomey-Calavi. Il est spécialisé dans l'impact et l'application des  technologies numériques en Afrique et au Bénin en particulier. Il a été nommé le 30 janvier 2019 comme Directeur Adjoint de l'école nationale des sciences et techniques de l'information et de la communication en conseil des ministres . Poste qu'il a occupé  jusqu'à son remplacement le 20 juillet 2022 en conseil des ministres. Du 10 mars 2023 au 31 juillet 2024, il a été le coordonnateur des Masters de l'ENSTIC-UAC. Il continue d'encadrer et de co-diriger les travaux de fin d'études des apprenants de licence et de master de ladite Ecole et d'autres entités de l'Université d'Abomey-Calavi et d'ailleurs.

## Biographie

### Parcours
Gbétohou  G. Wenceslas Mahoussi est titulaire d’un doctorat en sciences de l’Information et de la communication intitulé «Analyse des pratiques informationnelles dans le champ juridique au Bénin» à l’Université de Paris 8 Vincennes Saint-Denis, en cotutelle avec l'Université d'Abomey-Calavi. Expert-consultant et formateur sur les questions liées aux médias, au numérique, à la communication, à la documentation et à l'archivistique auprès d’organisations nationales et internationales, Mahoussi est d'abord archiviste-documentaliste de formation. Avant sa nomination comme Directeur- Adjoint de l'Ecole nationale des sciences et techniques de l'information et de la communication, il est enseignant au département des sciences et techniques de l’Information et du Secrétariat de l’école nationale d’administration et de magistrature. Wenceslas Mahoussi est aussi le fondateur d’Edubourses,, une plateforme béninoise de veille informationnelle en éducation, formation et emploi,. En juillet 2022, il est admis au grade de maître-assistant avec la Côte A,,. En novembre de la même année, il figure sur la liste du classement 2023 de l’Alper-Doger Scientific Index parmi les 118 chercheurs béninois les plus influents du monde. Le 20 septembre 2023, il a été reconduit dans le même classement pour l'année 2024 parmi le top 200 des chercheurs les plus influents du Bénin

## Lutte contre les fake news
Avant d'être enseignant, Mahoussi est auparavant un journaliste. Cet ancien poste lui a permis d'être confronté aux fausses informations qui circulent sur internet. Ayant conscience de la dangerosité que pourraient constituer les infox, il mène depuis un certain temps une lutte contre les fake news afin d'assainir les médias au Bénin,,,,.

## Publications
Wenceslas Ghanousmeid Gbétohou Mahoussi est l'auteur d'articles scientifiques et d'ouvrages dont (liste non exhaustive) : 
- Du document au dossier : changement de paradigme dans la formation en archivistique au Bénin, in Erudit, p. 33–40, Volume 66, Numéro 4, Avec  Jupiter Ogui, Etienne Sounnouvou, Jérôme Azanmavo, Kadidjath Kouboura Osséni et Eustache Mêgnigbeto[21].
- Automatisation du prêt sous Koha en bibliothèques au Bénin : l'exemple de la bibliothèque de la Faculté des Sciences de la Santé de l'Université d'Abomey-Calavi in Éditions universitaires européennes,  (ISBN 978-613-1-50887-5)[22].
- Valorisation des ressources informationnelles des structures de recherche à travers les outils du web 2.0,  (ISBN 978-99982-64-15-1) aux Éditions Edubourses[23].